# فليكو سيميتش
فليكو سيميتش (بالصربية: Вељко Симић)‏ هو لاعب كرة قدم صربي في مركز الوسط، ولد في 17 فبراير 1995 في Lazarevac ‏ في صربيا. شارك مع منتخب صربيا تحت 17 سنة لكرة القدم ومنتخب صربيا تحت 19 سنة لكرة القدم ومنتخب صربيا تحت 20 سنة لكرة القدم ومنتخب صربيا تحت 21 سنة لكرة القدم. أما مع النوادي، فقد لعب مع نادي بازل ونادي دومجاله ونادي شافهاوزن.

## وصلات خارجية
- فليكو سيميتش على موقع الاتحاد الأوربي (الإنجليزية)
- فليكو سيميتش على موقع اتحاد تركيا (لاعب) (الإنجليزية)
- فليكو سيميتش على موقع قاعدة بيانات كرة القدم.إي يو (الإنجليزية)
- فليكو سيميتش على موقع ليكيب (الفرنسية)
- فليكو سيميتش على موقع Soccerbase.com (لاعب) (الإنجليزية)
- فليكو سيميتش على موقع Soccerway.com (الإنجليزية)
- فليكو سيميتش على موقع عالم كرة القدم.نت (الإنجليزية)
- فليكو سيميتش على موقع AS.com (الإسبانية)